# 村澤徳風
村澤 徳風（むらさわ のりかぜ、安永元年（1772年） - 天保13年6月11日（1842年7月18日））は、江戸時代後期の歌人、信濃飯田藩士。通称は介之丞。徳風と号した。

## 生涯
1772年（安永元年）、旗本・近藤家の代官職であり、伊那郡山本村に住む櫻井八十兵衛要親の二男として生まれた。その後、飯田藩主堀家家臣で、幕末の尊皇派女性志士、松尾多勢子の祖母ミチの弟に当たる、村澤権之進世徳の養子となる。祖母知栄は江戸派の加藤千蔭、賀茂真淵門下で県居学派（県門）四天王のひとり村田春海門下の歌人であった為、幼い頃より和歌に親しんだ。桃澤夢宅の門人となり、植松茂岳の弟子となる。
飯田藩士としては、堀親寚に仕えて物頭格、表御用人を勤め、1814年（文化11年）1月25日、太宰金左衛門の屋敷跡を賜って藩本丸番を仰せつかり、1834年（天保5年）に七十石を給せられる。
1842年（天保13年）旧6月11日没。71歳。飯田・柏心寺に葬られ、法名は清淳院慈恩徳風居士。
子の村澤徳成も歌人である。